# Neotheora chiloides
Neotheora chiloides é a única espécie do gênero Neotheora e da família dos neoteorídeos (Neotheoridae), insectos da ordem Lepidoptera.